# Yohann Bus
Yohann Bus (ur. 12 lutego 1986) – gwadelupski piłkarz występujący na pozycji bramkarza.

## Kariera
Jest wychowankiem klubu francuskiego klubu Écommoy FC. W latach 2008−2009 rozegrał 13 spotkań ligowych dla Saint-Louis Neuweg FC. W latach 2009−2010 był zawodnikiem szwajcarskiego SR Delémont. W 2010 roku zadebiutował w reprezentacji Gwadelupy. W 2010 roku został graczem CS Le Moule.